# Klaus Salmutter
Klaus Salmutter (ur. 3 stycznia 1984 w Grazu) – austriacki piłkarz występujący na pozycji napastnika. Zawodnik Sturmu Graz.

## Kariera klubowa
Salmutter treningi rozpoczął w klubie USV St.Marein/Graz. Potem trenował w Sturmie Graz, a w 2000 roku przeszedł do juniorów niemieckiego FC Schalke 04. W 2002 roku wrócił jednak do Sturmu. W austriackiej Bundeslidze zadebiutował 22 kwietnia 2003 roku w przegranym 0:3 pojedynku z Austrią Wiedeń. 24 maja 2003 roku w przegranym 1:2 spotkaniu z Admirą Wacker Mödling strzelił pierwszego gola w Bundeslidze. Barwy pierwszej drużyny Sturmu Salmutter reprezentował przez 6 lat.
W 2008 roku odszedł do ekipy LASK Linz, także grającej w Bundeslidze. Pierwszy ligowy mecz zaliczył tam 25 lipca 2008 roku przeciwko Austrii Kärnten (3:2). W LASK-u spędził 1,5 roku, a na początku 2010 roku ponownie został graczem Sturmu. W tym samym roku zdobył z nim Puchar Austrii.

## Kariera reprezentacyjna
W reprezentacji Austrii Salmutter zadebiutował 15 listopada 2006 roku w wygranym 4:1 towarzyskim meczu z Trynidadem i Tobago. Od 2007 roku znajduje się poza kadrą narodową.